# Biquinhas
Biquinhas är en kommun i Brasilien.   Den ligger i delstaten Minas Gerais, i den sydöstra delen av landet, 400 km sydost om huvudstaden Brasília. Antalet invånare är 2 634.
Omgivningarna runt Biquinhas är huvudsakligen savann. Runt Biquinhas är det mycket glesbefolkat, med 4 invånare per kvadratkilometer.